# 五色旗 (中華民国)
五色旗（ごしき、ごしょき）は中華民国建国初期の南京臨時政府と北洋政府が採用した国旗である。デザインは上から順に赤、黄、青、白、黒五色の帯であり、比率は5:8である。
この五色は五方色から由来し、五行思想にも順応する。五色は漢、満、蒙、回、藏の五族共和思想も象徴する。五色旗は最初、1906年に提案され、設計者は趙鳳昌である。辛亥革命時、江蘇省、浙江省、安徽省をはじめとした華東地域は五色旗を多用した。
しかし、孫文は五色旗を清朝の遺物と見なし、国旗として採用することに消極的だった。中国国民党が北伐で政権を奪取した以降、五色旗の国旗としての地位は「青天白日満地紅旗」に取って代わられた。
満州国をはじめ、日中戦争期の多くの傀儡政権は五色旗やこれを基にした独自の旗を政権の国旗として採用した。中華民国が五族共和を象徴する一方、蒙古自治邦は民族協和の標語を基に、それぞれの色に主要な民族の意味が当てられている。